# Otto Fridolin Fritzsche

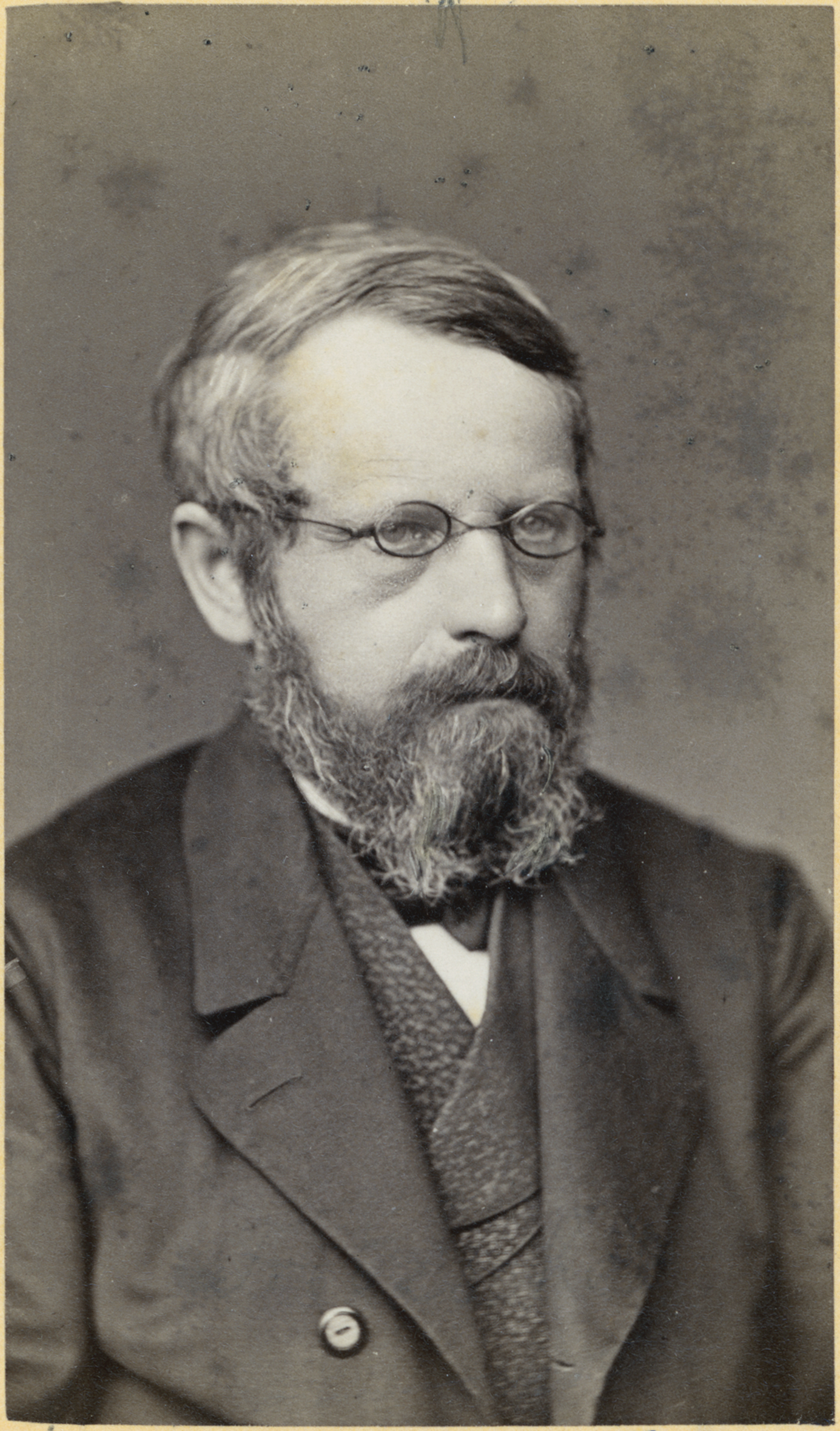
Otto Fridolin Fritzsche

Otto Fridolin Fritzsche (* 23. September 1812 in Dobrilugk; † 9. März 1896 in Zürich) war deutscher protestantischer Theologe und jüngster Sohn von Christian Friedrich Fritzsche (1776–1850).
Nach dem Besuch des Gymnasiums in Halle (Saale) und dem Studium seit 1831 habilitierte sich Fritzsche 1836. Er folgte 1837 einem Ruf nach Zürich, wo er ab 1842 den Titel eines ordentlichen Professors der Theologie trug, doch erst 1860 befördert wurde. Ab 1844 bis zu seinem Tode wirkte er zudem als Oberbibliothekar der Kantonsbibliothek Zürich. 1866/67 amtierte er als Rektor.
In Zürich gab er mit Vater und Bruder die Fritzschiorum opuscula academica (1838) heraus.
Sein Arbeits- und Forschungsgebiet stellten Bibelexegese und Kirchengeschichte dar.

## Werke (Auswahl)
- Theodor von Mopsuestia, Halle 1836 und Zürich 1847.
- Confessio helvetica posterior, Zürich 1839.
- Vita J. Zimmermanni, Zürich 1841.
- Firmiani Lactantii opera, Leipzig 1842–1844.
- Kurzgefaßtes exegetisches Handbuch zu den Apokryphen des Alten Testaments, Leipzig 1851–60, herausgegeben in Gemeinschaft mit Willibald Grimm.
- Anselmi Cantuariensis Archiepiscopi Libri duo Cur Deus Homo, Zürich 1868 / 1886 / 1893.
- Libri veteris testamenti, Pseudepigraphi selecti, Leipzig 1871.
- Glarean: sein Leben und seine Schriften, Frauenfeld 1890.